# 영국 교육부
교육부 (한국 한자: 英國敎育部, Department for Education, DfE)는 영국 정부의 행정부처로, 잉글랜드 지역의 아동 복지와 교육 (의무교육 및 고등교육), 견습교육, 기타 기술교육을 전담한다. 그밖에도 여성과 평등 정책도 담당하고 있다. 지금의 부처는 2010년 창설되었으나, 1992년 교육과학부가 교육부로 바뀌고, 1995년에 고용부와 통합되어 영국 교육고용부를 이룰 때까지 한시적으로 존재하였다.

## 역사
교육부는 2010년 5월 12일 캐머런 내각 출범과 함께 신설되었다. 기존에 아동학교가족부에 맡던 소관업무와 기능을 교육부로 이관하였다. 이후 2016년 7월 메이 내각 출범과 함께 이뤄진 개각에서 교육부는 비즈니스혁신기술부 (폐지)로부터 고등교육과 견습교육 분야 업무를 이관받았다.

### 전신 부처
- 추밀원 교육위원회 (Committee of the Privy Council on Education, 1839–1899년)
- 교육부 (Education Department, 1856–1899년)
- 교육위원회 (Board of Education, 1899–1944년)
- 교육부 (Ministry of Education, 1944–1964)
- 교육과학부 (Department of Education and Science, 1964–1992년)
- 교육부 (Department for Education, 1992–1995년)
- 교육고용부 (Department for Education and Employment, 1995–2001년)
- 교육기술부 (Department for Education and Skills, 2001–2007년)
- 아동학교가족부 (Department for Children, Schools and Families, 2007–2010년)

## 조직
영국 교육부는 교육장관 (Secretary of State for Education)이 이끈다. 사무차관은 조너선 슬레이터이다.
교육부의 정책분야는 잉글랜드 지역의 일반교육, 아동복지, 고등교육 정책, 견습, 확대기술 교육과 평등이다. 2016년 6월 기준으로 총 2,301명의 공무원이 소속되어 있다. 2015-16년 교육부 예산은 총 582억 파운드이며, 그 중 536억 파운드는 경비지출이고 46억 파운드는 자본투자에 쓰였다.

## 장관
교육부의 각 장관 현황은 다음과 같다.
| 이름               | 직함                        | 소관업무                                                 |
| ------------------ | --------------------------- | -------------------------------------------------------- |
| 대미언 하인즈 의원 | 장관                        | 교육장관 (부처 소관업무 총괄)                            |
| 닉 기브 의원       | 부장관                      | 학교표준 부장관                                          |
| 앤 밀턴 의원       | 부장관                      | 견습 기술 부장관                                         |
| 샘 기마 의원       | 부장관                      | 고등교육 부장관 (비즈니스·에너지·산업전략부 공동 부장관) |
| 시어도어 애그뉴 경 | 정무차관 (명예직, 일대귀족) | 학제 담당 정무차관                                       |
| 나드힘 자하위 의원 | 정무차관 (명예직)           |                                                          |

## 위원회
교육부 산하 운영위원회는 다음과 같다.
- 사무차관 - 조너선 슬레이터
- 사회복지 유동평등국장 (Director-General, Social Care, Mobility and Equalities) - 인드라 모리스
- 교육표준국장 (Director-General, Education Standards) - 폴 케트
- 인프라 기금장 (Director-General, Infrastructure and Funding) - 앤드류 매컬리
- 고등교육국장 (Director-General, Higher and Further Education) - 필리파 로이드
- 통찰자원변화 최고재정운영관 (Chief Financial and Operating Officer, Insight, Resources and Transformation) - 하워드 옴
- 교육기술기금국 최고행정관 (Chief Executive, Education & Skills Funding Agency) - 피터 로너

비상임위원회의 위원은 다음과 같다.
- 매리언 플랜트 - 미들랜드 아카데미 트러스트 CEO
- 러비 맥그레거스미스 경 - 미티 그룹 전 최고경영관
- 이언 퍼거슨 - 사업가

## 같이 보기
- 잉글랜드의 교육